# 210.ª Brigada Mixta (Ejército Popular de la República)
La 210.ª Brigada Mixta fue una unidad del Ejército Popular de la República que tomó parte en la Guerra Civil Española. A lo largo de la contienda la brigada estuvo presente en los frentes de Aragón y Extremadura.

## Historial
La unidad fue creada a comienzos de agosto de 1937 a partir de varios batallones de aviación, quedando la nueva unidad bajo el mando del teniente coronel de infantería Federico Rivadulla Arellano. Inicialmente quedó adscrita a la reserva general del Ejército del Este. Llegó a intervenir en la batalla de Teruel, en diciembre de 1937, tomando parte en el asalto a la ciudad. También llegaría a intervenir en los combates de Aragón, en la primavera de 1938, si bien la unidad fue disuelta tras el corte en dos de la zona republicana.
El 30 de abril de 1938 fue creada una brigada en el seno del Ejército de Extremadura bajo el mando del mayor de milicias Antonio Coronado Martínez. Adscrita a la 29.ª División, inicialmente la unidad recibió la denominación de 88.ª Brigada Mixta Bis, si bien después adquiriría su numeración definitiva. El 15 de julio se integró en la 63.ª División del VII Cuerpo de Ejército, si bien una semana después pasó a la denominada División «A» —que había sido creada para intentar reconstruir el frente de Belalcázar, gravemente quebrantado por la ofensiva enemiga—. Con posterioridad sería asignada a la nueva 51.ª División, unidad en la que permaneció integrada hasta el final de la guerra.

## Mandos
Comandantes
- Teniente coronel de infantería Federico Rivadulla Arellano;
- Mayor de milicias Antonio Coronado Martínez;
- Mayor de milicias Isidoro Banderas Fueyo;

Comisarios
- Salvador Lomeña;